# لایحه مراقبت سلامت آمریکای ۲۰۱۷
لایحه مراقبت سلامت آمریکای ۲۰۱۷ (انگلیسی: American Health Care Act of 2017) که از آن با مخفف AHCA و اسامی مستعار مختلفی چون ترامپکر،  رایانکر, ریپابلیکر, و به طور تحقیر آمیزی اوباماکر-لایت یاد می‌شود، از طر ح های کنگره ایالات متحده آمریکا برای لغو لایحه حفاظت از بیمار و مراقبت مقرون‌به‌صرفه (اوباماکر) است. این لایحه مبتنی بر طرحی است که نخستین بار در ۶ مارس ۲۰۱۷ از سوی جمهوریخواهان کنگره ارائه شد و نخستین بخش از چیزی است که حامیانش مدعی اند طرحی ۳ فازه برای لغو لایحه اوباماکر است.
رسیدگی به این لایحه پس از ناتوانی در کسب حمایت کافی از جمهوریخواهان مجلس نمایندگان برای تصویب در ۲۴ مارس به تعویق افتاد. جمهوریخواهان در انتهای آوریل ۲۰۱۷ با افزودن متممی به نام نماینده تام مکارتر نیوجرسی سعی در احیای آن کردند.
در ۴ مه ۲۰۱۷ مجلس نمایندگان ایالات متحده لایحه حفاظت از بیمار و مراقبت سلامت مقرون به صرفه را لغو و لایحه مراقبت سلامت آمریکا را با رای نزدیک ۲۱۷ به ۲۱۳ تصویب کرد و قانون را به سنا فرستاد. سنا اعلام کرده به جای رای‌گیری بر سر لایحه مجلس نمایندگان قانون خود را خواهند نوشت.